# Reserva comunal Tuntanaín
La reserva comunal Tuntanaín es un área protegida en el Perú. Se encuentra ubicada en los distritos de Río Santiago, El Cenepa y Nieva, en la provincia de Condorcanqui de la región Amazonas.Tiene una extensión de 94 967,68 hectáreas.

## Creación
Fue creada el 9 de agosto de 2007 mediante Decreto Supremo n. 023-2007-AG a partir de la Zona Reservada Santiago Comaina, junto al Parque nacional Ichigkat Muja-Cordillera del Cóndor, ubicado en los distritos de Río Santiago y El Cenepa, provincia de Condorcanqui, departamento de Amazonas.

## Especies protegidas
De acuerdo al Decreto Supremo n. 034-2004-AG, podemos encontrar especies en las siguientes categorías:
- En peligro crítico de extinción: Pinchaque y el paujil carunculado.

- En peligro de extinción: Maquisapa de vientre blanco, oso de anteojos, pacarana, mono nocturno, cóndor andino, trueno lagarto y la rana misteriosa.
- En estado vulnerable: Armadillo gigante, pichico de Boeldi, huapo colorado, sachavaca, mono choro común, oso hormiguero, ardilla rojiza, ardilla de Sanborn, paujil vientre blanco, entre otras.
- Casi amenazada: Mono coto, jaguar, águila monera, pava negra, picaflor de Villavicencia, halcón peregrino, colagris ecuatorial, tucaneta, entre otras.